# Coutinho
Coutinho, właśc. Antônio Wilson Vieira Honório (ur. 11 czerwca 1943 w Piracicaba, zm. 11 marca 2019) – brazylijski piłkarz, napastnik. Uczestnik mistrzostw świata 1962 w Chile. Coutinho to wieloletni piłkarz Santos FC, dla którego w 10 sezonach zdobył 370 bramek.
W swojej karierze oprócz w Santosie, grał również w klubach: Vitória Salvador, Portuguesa São Paulo, Atlas Guadalajara oraz Bangu AC.